# Замок Шёнбург
Замок Шёнбург (нем. Burg Schönburg) — руинированный средневековый замок, расположенный на скалистом берегу реки Зале в общине Шёнбург (Зале) на юге немецкой федеральной земли Саксония-Анхальт; родовой замок графов фон Шёнбург.

## Описание
Замок Шёнбург возвышается на сорокаметровой в высоту и сложенной из песчаника скале над протекающей в долине рекой Заале, и состоит из основного, или верхнего замка, имеющего форму неправильного прямоугольника, и прикрывающего его форбурга, также прямоугольной формы. Основные части замка отделены друг от друга цвингером — двойной оборонительной стеной с двойными воротами, украшенными романскими колоннами. В верхнем замке особое внимание привлекает 32-метровый круглый бергфрид, выстроенный около 1230 года, с искусно оформленным камином в одном из внутренних помещений и площадкой обозрения. Другая сохранившаяся постройка здесь — так называемый Судейский дом, или Рыцарский зал, используемый периодически для проведения церемонии бракосочетания. В форбурге расположен не только ресторан современной постройки, но в первую очередь — бывшее лесническое управление эпохи ренессанс, выстроенное в 1539—1540 годах непосредственно вдоль внешней оборонительной стены.

## Исторический очерк
Впервые письменно упомянутый в 1137 году замок был — согласно преданию — основан Людвигом Скакуном. В XII веке он принадлежал высокородным (нем. Edelfreie) дворянским родам Шёнбургов и Шёнбергов, и, вероятно, дал им их семейное имя. С 1174 года в документах упоминаются также Шёнбурги — министериалы епископов Наумбурга; однако неясно, идёт ли речь о тех же самых фамилиях, особенно, учитывая тот факт, что Шёнбурги примерно в это же время перенесли центр своих владений в район реки Цвиккауэр-Мульде, приняв статус имперских министериалов и основав монастырь Герингсвальде.
С XIII века замок Шёнбург принадлежал непосредственно епископам Наумбурга и использовался ими в последующее время в качестве летней резиденции. В Саксонской братской войне замок был сожжён сторонниками ландграфа Вильгельма Смелого.
С упразднением наумбургского епископства в ходе Реформации в 1564 году замок перешёл в собственность альбертинских саксонских курфюрстов и находился под управлением специально назначенного чиновника. Уже в 1570 году Шёнбург был отдан отдан в аренду домскому капитулу Наумбурга, который использовал его в дальнейшем как сельскохозяйственное и лесническое подворье; при этом значительные части верхнего замка с главной башней были фактически оставлены, в то время как форбург был перестроен в стиле ренессанс.
В 1668 году замковое имущество было продано состоятельным крестьянам прилегающих деревень Шёнбург и Поссенхайн, кроме того часть замковых строений была разобрана ради добычи строительного материала.
По итогам Венского конгресса замок Шёнбург отошёл Пруссии.
С наступлением эпохи романтизма с её особенным вниманием к средневековой тематике, Шёнбург вновь оказался в центре общественного интереса, и уже около 1800 года на территории замка были проведены первые реставрационно-консервативные работы, целью которых было сохранение «подлинно-романтического» облика долины реки Заале. В 1825 году для туристического посещения была приспособлена главная башня замка — бергфрид.
Фридрихом Ницше, Вильгельмом Пиндером и Густавом Кругом в 1860 году здесь был основан литературный клуб Germania, в рамках которого ежеквартально (вплоть до 1863 года) обсуждались актуальные проблемы философии, искусства, музыки и языкознания.
В 1884 году в замке Шёнбург, после очередных обширных реставрационных работ, был открыт ресторан: изначально — в верхнем замке, с 1927 года перенесённый в форбург.
В 1924 году замок был продан в собственность города Наумбург и нем. Naumburger Delegierten-Convent — зонтичного объединения студенческих корпораций сельскохозяйственных отделений университетов, до 1935 года проводившего здесь свои ежегодные собрания.
После Второй мировой войны замок продолжал оставаться популярной туристической целью, а также местом проведения различных культурных мероприятий. Так, с 1952 года здесь на регулярной основе проводятся песенные фестивали Schönburgfest.
После объединения Германии, в 1991 году замок Шёнбург подвергся реконструкционно-реставрационным работам, продолжавшимся вплоть до 1994 года.